# Ferdinand von Plettenberg (Dompropst)

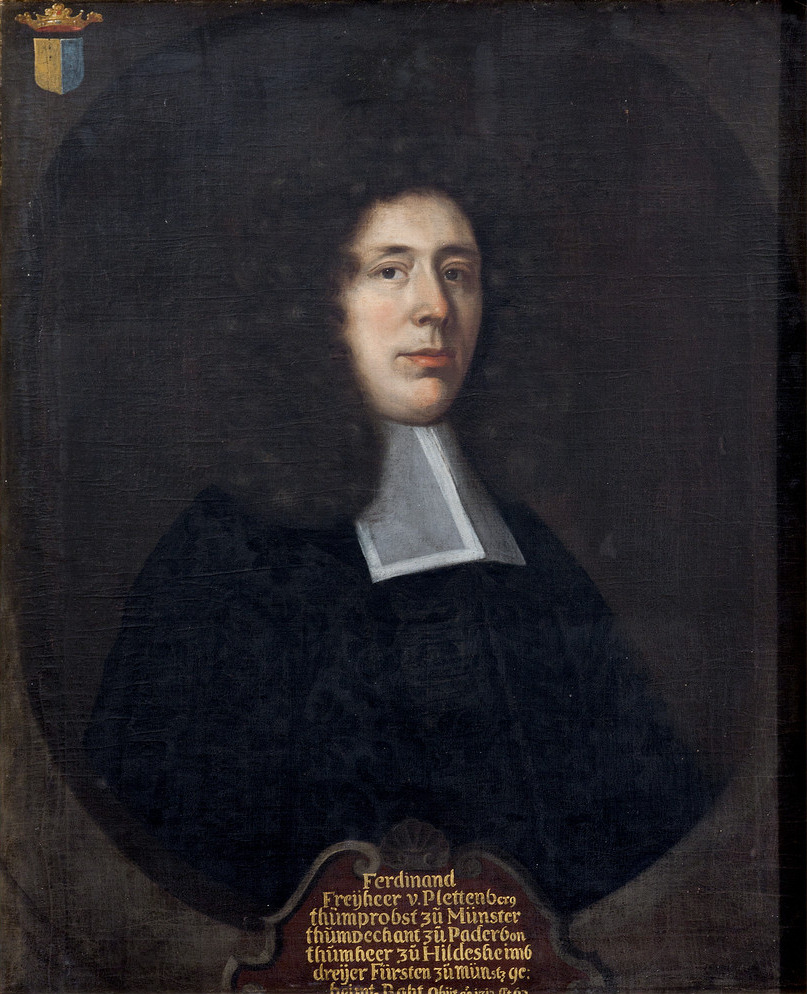
Posthumes Porträt Ferdinand von Plettenbergs eines unbekannten Künstlers

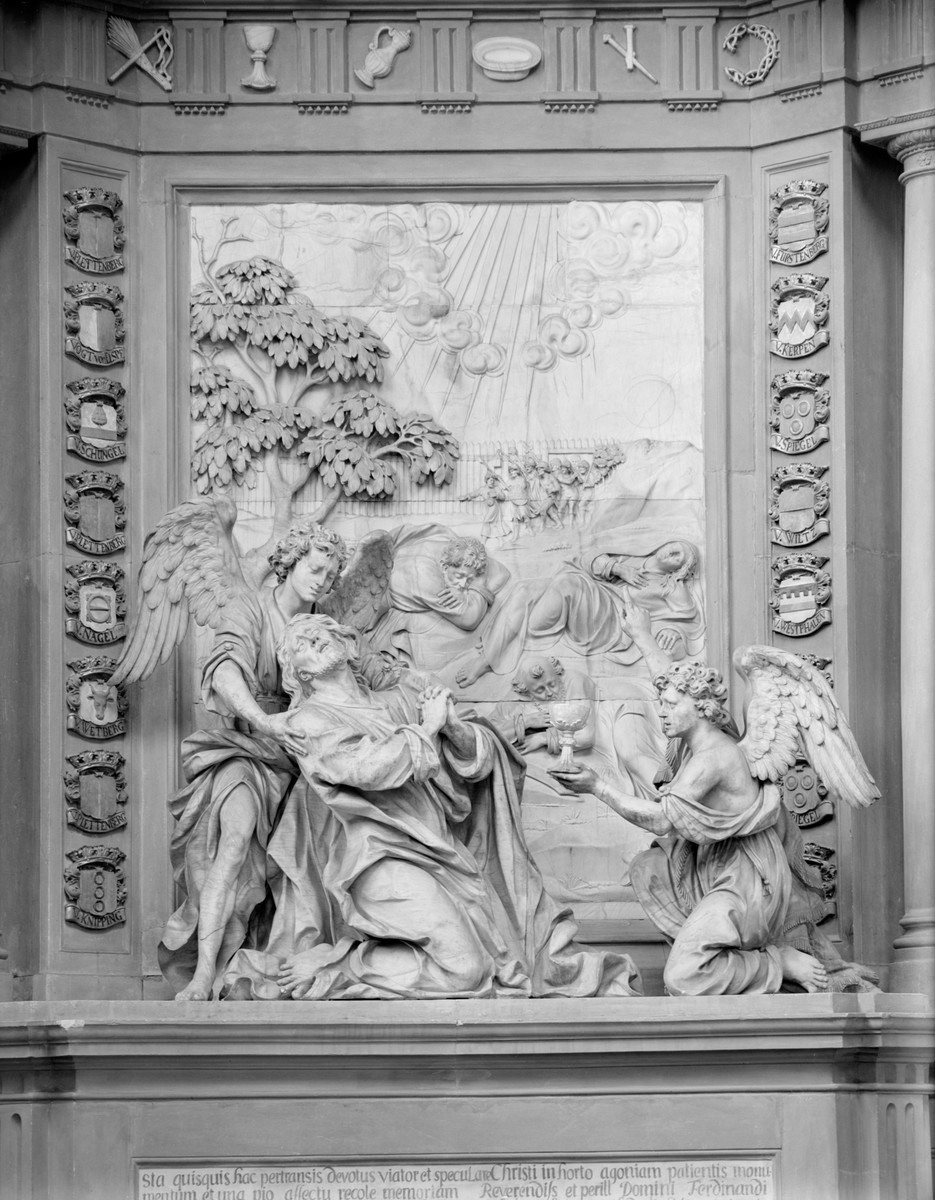
Epitaph im Dom zu Münster (Oberteil)

Ferdinand Freiherr von Plettenberg (* 24. Oktober 1650; † 5. September 1712) war von 1700 bis 1712 Dompropst im Domkapitel Münster, Domdechant zu Paderborn und Domherr zu Hildesheim.

## Familie
Ferdinand von Plettenberg wuchs als Sohn des Bernhard von Plettenberg zu Lenhausen (1615–1679) und seiner Gemahlin Odilia von Fürstenberg zu Schnellenberg und Waterlappe (1617–1683) in einer der ältesten und bedeutendsten westfälischen Adelsfamilien auf. Seine Geschwister waren:
- Friedrich Christian (1644–1706, Fürstbischof von Münster)
- Maria Ida, Stiftsdame zu Fröndenberg, ⚭ Johann Friedrich von Beverförde,
- Christian Dietrich (1647–1694, Domherr und Domscholaster in Hildesheim)
- Friedrich Mauritz (1648–1714, Domherr in Hildesheim und Münster)
- Wilhelm (* um 1652–1711, Obrist, Landkomtur des Deutschen Ordens, Domherr zu Speyer)
- Ursula Helene (1654–1720, ⚭ 1671 Franz Wilhelm von Galen)
- Johann Adolph (1655–1696, kurkölnischer Kämmerer und Geheimrat)
- Bernhard (1657–1708, Domkantor in Paderborn)

## Leben
Er studierte zwischen 1667 und 1673 am Collegium Germanicum in Rom. Im Jahr 1678 erhielt er eine Präbende am Dom zu Münster. Im Jahr 1680 wurde er emanzipiert. Zu dieser Zeit hatte er die Weihe als Subdiakon. Im Jahr 1684 wurde er Domdechant in Paderborn. In diesem Zusammenhang wurde er wohl auch zum Priester geweiht. Eine Domherrenstelle hatte er seit 1695 auch in Hildesheim. Dort wurde er 1698 Domküster. Eine Präbende hatte er auch in Mainz. 
Im Jahr 1693 wurde er zum geheimen Rat im Hochstift Münster ernannt. Im Jahr 1700 wurde von Plettenberg zum Dompropst gewählt. Nach dem Tod seines Bruders kandidierte er zunächst selbst für das Bischofsamt. Er unterstützte schließlich aber Franz Arnold von Wolff-Metternich zur Gracht. Er unternahm eine Reihe diplomatischer Missionen unter anderem nach Trier, Wien, Regensburg und Versailles. 
Er ist im Dom zu Münster bestattet. Sein großes Epitaph, das Jesus im Garten Gethsemane darstellt, schuf nach einem Entwurf von Gottfried Laurenz Pictorius der Bildhauer Johann Wilhelm Gröninger.